# Marcelle Renson
Marcelle Renson , née le 15 mars 1894 à Bruxelles et morte le 30 mars 1988, est une militante féministe belge et l'une des premières avocates à prêter serment au barreau de Bruxelles. 
Elle participe notamment au débat sur la question de la nationalité des femmes mariées lors de la première Commission d'unification du Droit International de la Société des Nations à La Haye, qui s'est déroulée du 13 mars au 12 avril 1930.

## Biographie

### Enfance et formation (1894-1922)
Marcelle Renson est la fille de Victorine Van Goeten et de Charles-Henri Renson, un négociant de Liège qui meurt comme soldat volontaire lors de la Première Guerre mondiale. Elle s'inscrit en 1912 au certificat d'études littéraires à l'Université libre de Bruxelles. La guerre l'empêche de poursuivre ses études secondaires en Belgique et elle part donc pour la France. Les femmes pouvant accéder à la plaidoirie depuis la loi du 1er décembre 1900 dans l'hexagone, elle s'inscrit au barreau de Paris le 5 mars 1919. 
Elle rentre à Bruxelles un an plus tard, et doit alors repasser ses examens de doctorat. Elle devint docteure en droit en 1920, mais ne peut exercer en tant qu'avocate, la loi belge ne le permettant pas, malgré les efforts de Marie Popelin en ce sens. Marcelle Renson assiste tout de même Maitre Lionel Anspach, qui lui-même avait soutenu Mme Popelin. Pendant cette même période, elle enseigne le droit civil à l'École centrale de Service social de Bruxelles et devient membre de la Fédération belge des femmes universitaires (FBFU), créée en 1921 par Marie Derscheid. 
Elle collabore aussi avec le ministre de la Justice Émile Vandervelde pour la rédaction d'une proposition de loi qui ouvrirait la profession d'avocate aux femmes. La loi est votée le 7 avril 1922, mais précise que les femmes ne peuvent exercer qu'avec l'accord de leurs maris. 
Marcelle Renson prête serment au barreau de Bruxelles le 8 mai 1922, en même temps que Paule Lamy et Marguerite De Munter-Latinis.

### Engagement féministe (1921-1946)
Marcelle Renson fut rapidement touchée par la cause des femmes et s'investit dans l'amélioration de leurs droits. Déjà membre de la FBFU, elle devient présidente de la commission juridique de la Fédération internationale des femmes universitaires (FIFU), après l'absorption et la transformation en sous-division de son homologue belge en 1922. Née en 1919 du désir des féministes britanniques et américaines d'améliorer leurs échanges intellectuels et de prendre leurs distances avec les féministes allemandes, la FIFU et ses subséquentes divisions nationales, visait avant tout à une amélioration du système éducatif et se donnait pour mission d'encourager un féminisme internationaliste chez les élites éduquées. 
Ces valeurs étaient partagées par Renson qui multiplia les adhésions à différentes associations soutenant la cause des femmes. En 1923, elle devient conseillère judiciaire de la Fédération nationale des infirmières. En 1926, elle adhère à l'Alliance internationale des femmes pour le suffrage (AIFS), qui se rebaptise « Alliance internationale des femmes » par la suite. La tendance féministe plutôt radicale de cette association plait aux idées égalitaristes de Renson, qui se démarque du conservatisme relatif de Jane Brigode et de Louise Van den Plaset de l'essentialisme des mouvements catholiques tel que la Fédération des femmes catholiques et les Ligues des ouvrières féminines chrétiennes. Cette division égalitarisme-essentialisme n'est pas spécifique à la Belgique : elle se retrouve dans tout l'Occident d'entre-deux-guerres. En 1922, elle collabora très étroitement avec le sénateur socialiste d'Anvers Frans Wittemans (nl), d'abord pour une réforme du code civil renforçant l'égalité homme-femme, puis, ce projet ayant échoué, pour une loi permettant à la femme mariée d'avoir le plein contrôle sur son salaire et ses biens. 
En 1926, pour répondre aux mesures de l'Organisation internationale du travail s'attaquant à l'accès féminin au marché de l'emploi, l’Open Door Council (en) est créé par des féministes anglaises membres du Six Point Group (en). En réponse à la crise financière grandissante de 1929, l'accès des femmes au travail est de plus en plus entravé. Les différents États européens jugent alors que les femmes occupent des emplois qui devraient revenir prioritairement aux hommes et qu'elles font accentuent artificiellement la hausse du chômage masculin. L'ODC tient alors un congrès féministe international organisé par quatre Belges, parmi lesquelles se retrouvent Louise de Craene-Van Duuren, une intellectuelle féministe, ainsi que Marcelle Renson. L'organisation devient alors l'Open Door International. Les événements de la suite de la décennie révèlent la nécessité de scinder l'organisation en deux pour gagner en efficacité. Louise De Craenne-Van Duuren reste à la tête de la division belge de l'OPI, soit le « Groupement Belge de la Porte Ouverte » (GBPO), qui se concentre sur la défense des droits économiques des travailleuses. Georgette Ciselet dirige le « Groupement Belge pour l'Affranchissement de la Femme », qui deviendra « Égalité » en 1931, s'intéressant plutôt à la défense des droits politiques de la femme. Renson en devient la trésorière et y dispense des conseils juridiques. L'organisation connait un certain succès, atteignant les 500 membres grâce à la diffusion d'un journal et d'une émission de radio, mais disparaît ensuite en 1945. 
En 1932, Renson fait aussi partie de la nouvelle génération d'adhérentes du Conseil national des femmes belges que cherchait à attirer Marthe Boël, qui a remplacé Marguerite Van de Wiele à la présidence en 1934. Toutes deux désirent donner un second souffle à leur organisation en y faisant entrer des femmes aux profils plus diversifiés, comme celles détenant un diplôme en droit. En plus de redonner du dynamisme aux relations internationales du CNFB, ces femmes dont Renson fait partie permettent au Conseil de redevenir un point phare du féminisme belge en stimulant la réflexion et en multipliant les débats. Cela a parfois un effet négatif, empêchant l'organisation de vraiment prendre position, se contredisant elle-même et s'enlisant sur des sujets divisant trop ses membres. 
Les engagements multiples et divers que l'on peut retrouver chez Renson étaient très communs chez de nombreuses militantes belges de l'entre-deux-guerres, démontrant aussi l'importance de l'internationalisation des courants féministes, qui permit d'éviter de réelles ruptures entre les mouvements radicaux, tel que l'AIFS, et ceux plus modérés, comme la FBFU ou la CNFB. 
Après 1945, Marcelle Renson est beaucoup moins active et préfère se concentrer sur son travail d'avocate. En 1946, elle rejoint le comité « Home familial pour jeunes filles » avec Maria Baers et Marie Mulle. Peu de choses sont connues à propos du reste de sa vie.

#### Première commission d'unification du droit international de la Société des Nations
Marcelle Renson se démarqua aussi par sa présence en tant que déléguée à la commission de codification du droit international qui se tint à La Haye du 13 mars au 12 avril 1930. En préparation depuis 1924, cette commission fut divisée en trois comités devant chacun tenter de rationaliser un volet spécifique du droit international, soit sur la nationalité, sur les eaux territoriales et sur la responsabilité des États dans les destructions ayant eu lieu lors de la Première Guerre Mondiale et les réparations qui en résultent. Le premier comité devait, entre autres, s'occuper de la question de la nationalité des femmes mariées. En raison d'un mouvement législatif qui débuta en France en 1804 et qui se propagea sur le reste du continent jusqu'à la moitié du XIXe siècle, la majorité des femmes européennes perdaient automatiquement leur nationalité pour adopter celle de leur mari. Cette inégalité du statut de citoyenneté entre les genres pesait particulièrement sur les femmes en temps de guerre, car elles pouvaient être déclarées comme élément hostile à leur pays d'origine pour avoir épousé un immigrant d'un pays ennemi. Elles pouvaient aussi devenir complètement apatrides si la nation de leur époux requérait un délai de séjour sur son territoire pour permettre l'octroi de sa citoyenneté, comme c'était le cas avec les États-Unis. Pour le comité, il s'agissait surtout d'éviter les irrégularités dans l'état de citoyenneté, c'est-à-dire d'éliminer les cas de doubles nationalités ou de complète apatridie. Il ne s'agit donc pas d'un débat sur les droits des femmes, bien que les différentes organisations féministes, comme l'ICW et l'AISF, pesèrent de tout leur poids afin d'obtenir la participation de leurs porte-paroles aux débats. Le 1er avril, une délégation composée de membres d'associations féministes internationales put ainsi se faire entendre devant le comité pendant trois heures et demie.  
Sur les huit femmes présentes, cinq faisaient aussi partie de la FIFU ou de ses divisions nationales : Ivy Williams, Marie Lüders, Kathleen Phelan, Anka Godjevac et Marcelle Renson. Bien que la Belgique ait déjà réglé cette question avec la loi du 4 août 1926 en laissant à l'épouse le choix de garder sa nationalité, Renson était présente en qualité de trésorière de l'Égalité, section belge de l'AISF, et membre de la FBFU, de l'ODI et du GBPO. Deux opinions s'opposaient, aucune ne se définissant comme favorable ou défavorable envers les femmes, mais comme « moderne », prônant l'égalité légale dans le couple et la liberté de la femme, ou « traditionaliste », désirant l'ascendant juridique du mari sur son épouse et la préservation de l'unité nationale de la cellule familiale. 
Malgré ses convictions très marquées, Renson plaida devant le comité l'idéal humaniste, et non féministe, pour l'adoption d'une législation plus égalitaire entre les époux. Les femmes n'obtinrent pas gain de cause, la nationalité de l'épouse demeurant conditionnelle à celle de son mari. Cependant, Renson réussit à inclure une clause dans la Convention de La Haye de 1930 suggérant aux différentes nations de légiférer selon le principe d'égalité des sexes. Elle et les autres militantes féministes présentes parvinrent aussi à hisser la problématique du droit des femmes d'un niveau national à un niveau international. La légitimité de la Société des Nations restant précaire, Marcelle Renson publia en 1939, en collaboration avec l'avocate française Marcelle Kraemer-Bach, le rapport « Le régime matrimonial des époux dont la nationalité est différente » dans le cadre des congrès de Naples et de Vienne de la Fédération internationale des femmes magistrales et avocates, suggérant de nouvelles réformes sur le statut de la femme et de sa nationalité. En plus d'une égalité sur la citoyenneté, elle propose de permettre au couple marié de choisir la législation matrimoniale qui leur convient entre les nations des époux.